# Фредериксберг (Калифорния)
Фредериксберг или Фредериксбург (англ. Fredericksburg) — невключенная территория в округе Алпайн, штат Калифорния. Свой статус территория получила 19 января 1981 года. Высота центра населенного пункта — 1 546 м над уровнем моря. Территория расположена в 6,4 километрах на северо-северо-востоке от Вудфордса. Почтовое отделение в этом районе работало в период с 1898 по 1911 годы. Население Фредериксберга составляет 72 человека.